# Polska Liga Koszykówki (2019/2020)
Polska Liga Koszykówki 2019/2020 lub Energa Basket Liga 2019/2020 – 86. edycja rozgrywek o tytuł mistrza Polski w koszykówce mężczyzn, po raz 73. organizowana w formule ligowej, a po raz 23. jako liga zawodowa (Polska Liga Koszykówki).
Zmagania docelowo miały się toczyć systemem kołowym, z fazą play-off na zakończenie sezonu. W sezonie 2019/2020 mistrza Polski wyłoniono po 22 kolejkach sezonu regularnego z powodu panującej pandemii COVID-19 w Polsce. W rozgrywkach brało udział 16 najlepszych polskich klubów koszykarskich. Ich triumfator został Mistrzem Polski, zaś najsłabsza drużyna nie została relegowana do I ligi polskiej. Czołowe zespoły klasyfikacji końcowej uzyskały prawo występów w europejskich pucharach w sezonie 2020/2021 (Ligi Mistrzów FIBA, bądź FIBA Europe Cup).

## Zespoły

### Prawo gry
Spośród zespołów występujących w Polskiej Lidze Koszykówki w sezonie 2018/2019 zgodnie z regulaminem rozgrywek prawo do gry utraciła drużyna Miasto Szkła Krosno, która zajęła 16. miejsce..
Zespoły, które występowały w Polskiej Lidze Koszykówki w sezonie 2018/2019 i zachowały prawo do gry w tych rozgrywkach w sezonie 2019/2020 to:
- Anwil Włocławek,
- Asseco Gdynia,
- AZS Koszalin,
- BM SLAM Stal Ostrów Wielkopolski,
- GTK Gliwice,
- King Szczecin,
- Legia Warszawa,
- MKS Dąbrowa Górnicza,
- Polpharma Starogard Gdański,
- Polski Cukier Toruń,
- Hydro Truck Radom,
- Stelmet Enea BC Zielona Góra,
- Start Lublin,
- Trefl Sopot,
- Spójnia Stargard.

Ponadto prawo gry w Polskiej Lidze Koszykówki w sezonie 2019/2020 uzyskała:
- Astoria Bydgoszcz (zwycięzca rozgrywek I ligi w sezonie 2018/2019)[2].

### Proces licencyjny
18 czerwca 2019 Polska Liga Koszykówki wystosowała zaproszenie na zasadzie "dzikiej karty" do występującej w sezonie 2018/19 w rozgrywkach pierwszej ligi drużyny Śląska Wrocław.
Kluby zainteresowane grą w Polskiej Lidze Koszykówki miały czas na zgłoszenie wniosku o grę w tych rozgrywkach do 12 lipca 2019 roku. Do procedury tej przystąpiło 16 drużyn: 14 występujących w Polskiej Lidze Koszykówki w sezonie 2018/2019 (Anwil, Arka, GTK, King, Legia, MKS, Polpharma, Polski Cukier, Rosa, Spójnia, Stal, Start, Stelmet, Trefl) a także mistrz I ligi w sezonie 2018/2019 (Astoria). Dokumentów do procesu licencyjnego nie zgłosił AZS Koszalin w związku z czym drużyna ta nie będzie występować w Polskie Lidze Koszykówki w sezonie 2019/20.
26 lipca PLK ogłosiła, iż licencje na grę w tych rozgrywkach w sezonie 2019/2020 otrzymało 15 klubów: Anwil Włocławek, Arka Gdynia, BM Slam Stal Ostrów Wielkopolski, Enea Astoria Bydgoszcz, GTK Gliwice, King Szczecin, Legia Warszawa, MKS Dąbrowa Górnicza, Polski Cukier Toruń, Rosa Radom, Spójnia Stargard, Stelmet Enea BC Zielona Góra, TBV Start Lublin, Trefl Sopot oraz WKS Śląsk Wrocław. Licencji w pierwszym terminie nie otrzymała Polpharma Starogard Gdański, zachowała jednak prawo odwołania od decyzji Zarządu PLK do Komisji Odwoławczej Polskiego Związku Koszykówki w ciągu 7 dni od ogłoszenia pierwotnej decyzji.
31 lipca PLK po odwołaniu przyznała licencje Polpharmie Starogard Gdański.

## System rozgrywek
Sezon 2019/2020 w polskiej lidze koszykówki zostanie zainaugurowany meczem o Superpuchar Polski, który zostanie rozegrany 25 września 2019 roku. Rozgrywki Polskiej Ligi Koszykówki rozpoczną się 26 września, kiedy to zostanie rozegrany pierwszy mecz pierwszej kolejki.
Sezon 2019/2020 tak jak poprzednia edycja będzie składał się z dwóch faz: sezonu zasadniczego oraz fazy play-off.
W sezonie zasadniczym wszystkie zespoły będą rywalizowały ze sobą w systemie „każdy z każdym”, w którym każdy z klubów rozegra z każdym z pozostałych po 2 mecze ligowe. Po zakończeniu tej części rozgrywek 8 najwyżej sklasyfikowanych klubów przystąpi do fazy play-off. W ćwierćfinałach zmierzą się ze sobą drużyny, które w sezonie zasadniczym zajęły miejsca 1. i 8. (1. para), 2. i 7. (2. para), 3. i 6. (3. para) oraz 4. i 5. (4. para). Awans do półfinałów wywalczy w każdej z par zwycięzca 3 meczów, z kolei przegrani odpadną z dalszej rywalizacji i zostaną sklasyfikowani na miejscach 5–8 na podstawie miejsca zajętego w sezonie zasadniczym. W półfinałach rywalizować ze sobą będą zwycięzcy 1. i 4. pary ćwierćfinałowej oraz pary 2. i 3. Podobnie jak w ćwierćfinałach, również w półfinałach zwycięży klub, który wygra 3 spotkania. Drużyny, które tego dokonały zmierzą się ze sobą w finale, który toczył się będzie do wygrania przez któregoś z jego uczestników 4 meczów, a przegrani par półfinałowych zagrają ze sobą w meczu o trzecie miejsce w systemie mecz i rewanż.
Zespół które w sezonie zasadniczym zajmie 16. miejsce straci prawo do gry w rozgrywkach organizowanych przez Polską Ligę Koszykówki w sezonie 2020/21.
18 marca 2020 rozgrywki zostały zakończone z powodu pandemii koronawirusa. Wszystkie drużyny uczestniczące w rozgrywkach zachowały prawo gry na najwyższym szczeblu ligowym, a miejsca zostały przydzielone zgodnie z tabelą w momencie zakończenia rozgrywek.

## Sezon zasadniczy

### Tabela końcowa
Na podstawie plk.pl:
| Lp. | Drużyna                          | M  | Mecze | Mecze | Punkty | Punkty | Punkty | Punkty   | Pkt |
| Lp. | Drużyna                          | M  | W     | P     | +      | -      | +/-    | Stosunek | Pkt |
| --- | -------------------------------- | -- | ----- | ----- | ------ | ------ | ------ | -------- | --- |
| 1.  | Stelmet Enea BC Zielona Góra     | 22 | 19    | 3     | 2097   | 1806   | +201   | 1,1611   | 41  |
| 2.  | Start Lublin                     | 22 | 17    | 5     | 1867   | 1716   | +151   | 1,0880   | 39  |
| 3.  | Anwil Włocławek                  | 22 | 17    | 5     | 2078   | 1837   | +241   | 1,1312   | 39  |
| 4.  | Asseco Arka Gdynia               | 22 | 14    | 8     | 1765   | 1655   | +110   | 1,0665   | 36  |
| 5.  | Polski Cukier Toruń              | 20 | 15    | 5     | 1755   | 1583   | +172   | 1,1087   | 35  |
| 6.  | Trefl Sopot                      | 22 | 12    | 10    | 1786   | 1792   | -6     | 0,9967   | 34  |
| 7.  | WKS Śląsk Wrocław                | 22 | 11    | 11    | 1910   | 1861   | +49    | 1,0263   | 33  |
| 8.  | King Szczecin                    | 22 | 11    | 11    | 1834   | 1848   | -14    | 0,9924   | 33  |
| 9.  | PGE Spójnia Stargard             | 22 | 10    | 12    | 1724   | 1772   | -48    | 0,9729   | 32  |
| 10. | BM Slam Stal Ostrów Wielkopolski | 22 | 10    | 12    | 1772   | 1746   | +26    | 1,0149   | 32  |
| 11. | Astoria Bydgoszcz                | 21 | 10    | 11    | 1839   | 1847   | -8     | 0,9957   | 31  |
| 12. | Hydro Truck Radom                | 22 | 9     | 13    | 1711   | 1790   | -79    | 0,9559   | 31  |
| 13. | GTK Gliwice                      | 22 | 7     | 15    | 1857   | 1973   | -116   | 0,9412   | 29  |
| 14. | Legia Warszawa                   | 22 | 5     | 17    | 1773   | 1976   | -203   | 0,8973   | 27  |
| 15. | MKS Dąbrowa Górnicza             | 23 | 4     | 19    | 1808   | 2135   | -327   | 0,8468   | 27  |
| 16. | Polpharma Starogard Gdański      | 22 | 4     | 18    | 1776   | 2015   | -239   | 0,8814   | 26  |

### Wyniki
| Gospodarz/Gość                   | WLO     | GDY   | OST    | BYD     | GLI    | RAD    | SZC    | WAR    | DGR     | STA    | STG    | TOR    | LUB    | ZGR    | SOP    | WRO    |
| -------------------------------- | ------- | ----- | ------ | ------- | ------ | ------ | ------ | ------ | ------- | ------ | ------ | ------ | ------ | ------ | ------ | ------ |
| Anwil Włocławek                  | —       | 83:65 |        | 76:70   | 118:74 | 78:82  | 110:82 | 105:79 | 112:88  | 110:84 | 110:72 |        |        | 79:95  | 84:86  | 96:85  |
| Asseco Arka Gdynia               |         | —     | 69:71  |         |        |        | 83:82  | 81:66  | 95:68   | 82:97  | 100:69 | 82:75  | 75:81  |        | 87:66  | 86:73  |
| BM Slam Stal Ostrów Wielkopolski | 96:98   | 63:62 | —      | 88:94   |        | 59:51  | 71:96  |        | 87:77   |        | 81:72  | 85:72  |        | 72:78  | 89:71  | 80:100 |
| Enea Astoria Bydgoszcz           | 103:106 | 72:81 | 95:78  | —       | 96:104 | 80:66  |        | 96:87  | 89:93   | 90:82  |        | 80:97  | 75:104 | 99:110 |        |        |
| GTK Gliwice                      | 82:88   | 74:82 | 64:85  |         | —      |        | 79:81  | 95:94  | 102:105 | 93:97  | 111:99 |        |        | 74:83  | 71:99  |        |
| Hydro Truck Radom                |         | 68:85 | 80:74  | 85:80   | 89:71  | —      |        | 79:76  | 96:76   | 75:77  |        | 71:72  | 66:77  | 74:86  |        | 83:87  |
| King Szczecin                    |         |       | 75:73  | 85:87   | 86:80  | 77:78  | —      | 111:89 | 97:44   | 74:68  |        | 104:97 | 90:81  |        | 76:70  | 77:92  |
| Legia Warszawa                   | 87:94   |       | 75:104 |         |        | 76:90  | 95:87  | —      | 90:83   |        | 77:81  | 92:85  |        | 89:97  | 71:92  | 71:98  |
| MKS Dąbrowa Górnicza             |         |       | 88:82  | 72:86   | 81:86  |        |        | 95:103 | —       |        | 74:84  | 85:96  | 66:74  | 81:97  | 62:87  | 98:94  |
| PGE Spójnia Stargard             |         | 65:76 | 80:66  |         | 86:79  |        |        | 71:69  | 84:70   | —      | 92:71  | 73:82  | 71:83  | 76:96  | 78:69  | 79:82  |
| Polpharma Starogard Gdański      | 78:109  |       | 66:106 | 80:97   | 70:89  | 78:86  | 89:71  |        |         | 75:80  | —      | 86:89  | 94:102 |        | 92:82  | 82:99  |
| Polski Cukier Toruń              | 86:102  | 80:65 |        |         | 98:92  | 86:53  | 103:73 | 79:70  | 100:64  |        |        | —      | 78:75  | 92:82  |        |        |
| Start Lublin                     | 96:71   | 66:95 | 84:72  |         | 78:72  | 94:78  | 88:65  | 79:84  | 91:80   | 82:73  | 82:80  |        | —      | 84:79  |        |        |
| Stelmet Enea BC Zielona Góra     | 101:77  | 87:65 | 99:90  | 107:113 |        | 106:83 | 108:85 | 103:64 | 97:74   |        | 93:84  |        | 100:93 | —      | 110:80 | 83:78  |
| Trefl Sopot                      | 69:71   | 79:86 |        | 87:78   | 99:94  | 84:83  | 90:77  |        |         | 68:64  | 95:91  | 63:80  | 82:95  |        | —      | 86:76  |
| WKS Śląsk Wrocław                |         | 83:85 |        | 90:88   | 81:84  | 111:95 |        |        | 106:84  | 85:65  | 90:83  | 86:108 | 70:78  |        | 71:87  | —      |